# Piros övesbagoly
A piros övesbagoly (Catocala nupta) a rovarok (Insecta) osztályának lepkék (Lepidoptera) rendjébe, ezen belül a bagolylepkefélék (Noctuidae) családjába tartozó faj.

## Előfordulása
A piros övesbagoly Európa mérsékelt éghajlatú és meleg részein széles körben előfordul. Az északi területeken hiányzik. Az Alpok északi oldalán 1000 méterig, a déli oldalon 1600 méterig hatol fel. Európában a leggyakoribb övesbagolyfaj.

## Megjelenése
Ennek az övesbagolynak az elülső szárnya 3,3–4,5 centiméter hosszú, szürke, elmosódó rajzolattal és mindig durván pikkelyes. A felületén húzódó zegzugos harántvonalak kettősek, világosabb köztes térrel. A hátulsó szárnyon két széles fekete sáv látható, melyek cikcakkos szélűek. A belső sáv többé-kevésbé derékszögben megtört és elkeskenyedve végződik. Ez ismertetőjegyek alapján a piros övesbagoly jól meghatározható.

## Életmódja
A piros övesbagoly tó-, folyó- és patakpartok lakója, ahol elegendő fűz- és nyárbozótost talál. A lepke liget- és láperdőkben, parkokban is látható. A nagyon száraz helyeket elkerüli. Táplálékát a lombos fák alkotják.

## Szaporodása
A repülési ideje júliustól október végéig tart. A hernyó szürke, sötétebb pontokkal és foltokkal.

## Képgaléria
|  |  |  |

|  |  |  |